# E. C. Tubb
Edwin Charles Tubb (geboren am 15. Oktober 1919 in London; gestorben am 10. September 2010 ebenda) war ein britischer Science-Fiction-Autor. Er verfasste – auch unter Verwendung zahlreicher Pseudonyme – über 130 Romane und 230 Kurzgeschichten. Sein bekanntestes Werk ist der Romanzyklus um den kosmischen Vagabunden Earl Dumarest, der auf der Suche nach seiner Heimat Terra Abenteuer auf fremden Planeten erlebt. Neben Science-Fiction schrieb Tubb Horror- und Westernromane.

## Leben
Edwin Charles Tubb war der Sohn des Ingenieurs Edwin Margrie Tubb und der Modedesignerin Marie Francois, geborene Bonzec. Er arbeitete in seinen frühen Jahren als Sozialarbeiter, in der Lebensmittelversorgung und als Verkäufer von Druckmaschinen. 1944 heiratete er Iris Kathleen Smith, mit der er zwei Töchter hatte.
Bereits als Kind war Tubb von Science-Fiction begeistert. Erste Erzählungen Tubbs erschienen ab 1951 in den SF-Magazinen New Worlds, Science Fantasy und Authentic Science Fiction, dessen Herausgeber er von 1956 bis zur Einstellung 1957 war. Tubbs erste Romane erschienen unter Pseudonym: Saturn Patrol (1951, als King Lang), Planetfall (1951, als Gill Hunt), Argentis (1952, als Brian Shaw) und Alien Universe (1952, als Volsted Gridban). In den folgenden Jahren etablierte Tubb sich als produktiver, kompetenter und routinierter Autor, der Handlung und Spannung in der Regel größeres Gewicht beimaß als den Details technisch-wissenschaftlicher Konzepte.
1967 erschien mit The Winds of Gath der erste Band seines Zyklus um den kosmischen Vagabunden, manchmal auch Leibwächter, Söldner, Gladiator, Jäger, Spieler, Sklaven Earl Dumarest, von dem bis 1985 31 Bände erschienen, ohne dass die Suche Dumarests nach seiner Heimat Terra damit ihr Ende gefunden hätte. Ein weiterer Band, The Return, brachte diesen Abschluss und 2008 folgte noch eine Fortsetzung der Saga namens Child of Earth. Als weitere Serien Tubbs sind zu nennen Cap Kennedy, deutsch als Commander Scott, sowie einige Tie-ins zur britischen SF-Fernsehserie Mondbasis Alpha 1.
Bis Mitte der 1980er blieb Tubb produktiv und es erschienen unter eigenem Namen und Pseudonym neben SF-Romanen auch einige Western. Danach schrieb er nur noch vergleichsweise wenig, zunächst aufgrund der sich verschlechternden Marktbedingungen für Science-Fiction, zuletzt da seine Gesundheit nachließ.
Zu seinen bekannteren Pseudonymen gehören als individuelle Pseudonyme Charles Grey, Gregory Kern und Carl Maddox, sowie die Verlagspseudonyme Volsted Gridban, Gill Hunt, King Lang, Arthur Maclean, Brian Shaw und Roy Sheldon.
Seine Kurzgeschichten erschienen in einem guten Dutzend Sammlungen. Die ersten beiden waren Ten from Tomorrow (1966, deutsch als Projekt Ming-Vase), und A Scatter of Stardust (1972, deutsch als Eine Handvoll Sternenstaub). Eine weitere deutsche Sammlung mit 5 Kurzgeschichten ist Bewährung im All und andere Stories (1966). In Deutschland war Tubb so populär, dass der Moewig-Verlag Mitte der 1980er Jahre seine Werke in einer eigenen Reihe herausbrachte, den E. C. Tubb Taschenbüchern. Es wurden 28 Bände veröffentlicht.
Ab Ende der 1940er Jahre war Tubb ein aktives Mitglied des britischen SF-Fandom. Mitte der 1950er gehörte er zu den Herausgebern der Fanzines Eye und Plonge. Er war Mitglied der britischen Science Fictions Association, der Science Fantasy Society und 1958 ein Mitbegründer von deren Nachfolger, der British Science Fiction Association (BSFA). Im ersten Jahr war er Herausgeber von Vector, der Zeitschrift der BSFA. 1959 wurde er als Knight of St. Fantony geehrt.
Bei der Eastercon 6 (Cytricon) 1955 wurde er als bester britischer SF-Autor ausgezeichnet. Er war Ehrengast der Eastercon 15 (RePetercon) 1964 und Ehrengast der Worldcon in Heidelberg (Heicon) 1970. 1972 erhielt er bei der ersten Eurocon in Triest den European Science Fiction Society Award für seinen Roman Lucifer. 2010 wurde er für I posseduti, die Übersetzung seines Romans Touch of Evil, mit dem Premio Italia ausgezeichnet. Im gleichen Jahr ist Tubb im Alter von 90 Jahren gestorben. Zuletzt hatte er noch an der Überarbeitung seiner Romane To Dream Again und Fires of Satan gearbeitet, die postum 2011 bzw. 2012 erschienen.

## Bibliografie

### Serien
Die Serien sind nach dem Erscheinungsjahr des ersten Teils geordnet.
Earl Dumarest
33 Bände, 1967 bis 2008.
Cap Kennedy / Commander Scott (als Gregory Kern)
17 Bände, 1973 bis 1976.
Gladiators (als Edward Thomson)
- Atilus the Gladiator (1975)
- Atilus the Slave (1975)
- Gladiator (1978)

Space: 1999 / Mondbasis Alpha 1
- 1 Breakaway, Orbit 1975, ISBN 0-86007-843-4
- 4 Collision Course, Orbit 1975, ISBN 0-86007-864-7
- 7 Alien Seed, Pocket Books 1976, ISBN 0-671-80520-7
- 9 Rogue Planet, Pocket Books 1976, ISBN 0-671-80710-2
- 11 Earthfall, Orbit 1977, ISBN 0-86007-940-6

The Chronicles of Malkar
- Death God’s Doom, Cosmos Books 1999, ISBN 0-9668968-0-7
- The Sleeping City, Cosmos Books 1999, ISBN 0-9668968-1-5

### Einzelromane Science-Fiction
- Planetfall, Curtis Warren 1951, OCLC 7754848 (als Gill Hunt)
  - Ein Mann zwischen drei Welten, Moewig, Terra #50 1958
- Saturn Patrol, Curtis Warren 1951, OCLC 7634290 (als King Lang)
  - Saturn-Kommando, Pabel, Utopia Zukunftsroman #120 1958, Übersetzer: Helga Fischer & Robert F. Atkinson
- Alien Impact, Hamilton & Co. 1952
- Alien Universe, Scion Ltd. 1952, OCLC 7670405 (als Volsted Gridban, auch als The Green Helix, 2009)
- Argentis, Curtis Warren 1952, OCLC 7754863 (als Brian Shaw)
  - Kampf um das Geisterschiff, Pabel, Utopia-Zukunftsroman #122 1958, Übersetzer: Helga Fischer & Robert F. Atkinson
- Atom War on Mars, Panther 1952, OCLC 7539217
  - Freiheit ohne Schranken, Pabel, Utopia-Großband #29 1955, Übersetzer: Walter Ernsting. Auch als: Ullstein 2000 #134 (3369), 1977, ISBN 3-548-03369-5. Auch als: Moewig, Science Fiction Abenteuer 16-255, 1985, ISBN 3-8118-5709-6. Auch als: Atlantis Taschenbuch/Hardcover/E-Book, 2021, ISBN 978-3-86402-746-8.
- Reverse Universe, Scion Ltd. 1952, OCLC 7670258 (als Volsted Gridban)
- The Wall, Milestone Publications, Ltd. 1953, OCLC 54942592 (als Charles Grey)
- De Bracy’s Drug, Scion Ltd. 1953, OCLC 2198749 (als Volsted Gridban, auch als The Freedom Army, 2009)
- Dynasty of Doom, Milestone Publications, Ltd. 1953, OCLC 54942579 (als Charles Grey)
  - Verschollen im Raum, Pabel, Utopia Zukunftsroman #154 1958
- Fugitive of Time, Milestone Publications, Ltd. 1953, OCLC 54942508 (als Volsted Gridban)
  - Wettlauf der Zeit, Pabel, Utopia-Großband #94 1959, Übersetzer: Robert F. Atkinson
- I Fight for Mars, Milestone Publications, Ltd. 1953, OCLC 42187911 (als Charles Grey)
  - Sie kämpften für Mars, Pabel, Utopia Zukunftsroman #141 1958
- Planetoid Disposals Ltd, Milestone Publications, Ltd. 1953, OCLC 7670414 (als Volsted Gridban)
  - Planeten-Räumkommando, Pabel, Utopia Zukunftsroman #138 1958
- Space Hunger, Milestone Publications, Ltd. 1953, OCLC 54942451 (als Charles Grey, auch als Earth Set Free, 1999, auch als The Price of Freedom, 2008)
  - Das Gesetz der Freiheit. Hönne / Gebrüder Zimmermann, Hönne Utopia-Spitzenklasse 1959, Übersetzer: Heinrich F. Gottwald. Auch als: Moewig, Terra #138, 1960
- The Mutants Rebel, Panther 1953, OCLC 55872664 (auch als World in Torment, 2008)
  - Aufstand der Mutanten, Moewig, Terra #16 1958, Übersetzer: Armin von Eichenberg
- Tormented City, Milestone Publications, Ltd. 1953, OCLC 7452978 (als Charles Grey, auch als Secret of the Towers, 2008)
  - Türme strahlen den Tod, Hönne / Gebrüder Zimmermann, Hönne Utopia-Spitzenklasse #11 1958, Übersetzer Heinrich F. Gottwald. Auch als: Moewig, Terra #132, 1960
- Venusian Adventure, Comyns Ltd. 1953, OCLC 33232297
  - Die goldene Pyramide. Hönne / Gebrüder Zimmermann, Hönne Utopia-Spitzenklasse 1959, Übersetzer: Heinrich F. Gottwald. Auch als: Moewig, Terra #124, 1960
- Alien Life, Paladin Press 1954, OCLC 221797946 (auch als Journey Into Terror, 2009)
- City of No Return, Scion Ltd. 1954, OCLC 50752445
  - Die verbotene Stadt, Pabel, Utopia-Großband #78 1958, Übersetzer: Walter K. Baumann
  - Auch als: Die Stadt ohne Wiederkehr, Atlantis Taschenbuch/Hardcover/E-Book, 2019, Übersetzer Thomas Knip, ISBN 978-3-86402-015-5.
- Enterprise 2115, Merit Books (Milestone Publications) 1954, OCLC 7408631(als Charles Grey, auch als The Mechanical Monarch, 1958)
  - Die zweite Macht. Hönne / Gebrüder Zimmermann, Hönne Utopia-Spitzenklasse #10 1958, Übersetzer Botho Rainer Doddenhof. Auch als: Moewig, Terra #115, 1960
- Journey to Mars, Scion Ltd. 1954, OCLC 19660079
- The Extra Man, Milestone Publications, Ltd. 1954, OCLC 54942534 (als Charles Grey, auch als Fifty Days to Doom, 2010)
  - Verräter zwischen den Sternen, Moewig, Terra #58 1959
- The Hand of Havoc, Merit Books (Milestone Publications) 1954, OCLC 46770245 (als Charles Grey)
- The Hell Planet, Scion Ltd. 1954, OCLC 50752506
  - Hölle im Zwielicht. Hönne / Gebrüder Zimmermann, Hönne Utopia-Spitzenklasse #7 1957. Auch als: Moewig, Terra #21, 1958. Auch als: Moewig, E. C. Tubb-Taschenbuch #28, 1986, ISBN 3-8118-5721-5
- The Metal Eater, Panther 1954, OCLC 30196511 (als Roy Sheldon)
  - Der weiße Tod, Moewig, Terra #45 1959
- The Resurrected Man, Dragon Press / Scion 1954, OCLC 55875346
  - Er lebte zweimal, Pabel, Utopia-Großband #103 1959, Übersetzer: M. F. Arnemann
- The Stellar Legion, Scion Ltd. 1954, OCLC 55859996
  - Legion der Sterne, Pabel, Utopia Zukunftsroman #124, Übersetzer: Bert Horsley
- World at Bay, Panther 1954, OCLC 30196597 (auch als Tide of Death, 2014)
  - Krater der Hölle, Pabel, Utopia-Großband #35 1956, Übersetzer: Walter K. Baumann
- Alien Dust, T. V. Boardman 1955, OCLC 2152720
  - Die Marskolonie, Moewig, Terra Sonderband #46 1961, Übersetzer: Walter Ernsting. Auch als: Die Marskolonie, Moewig, E. C. Tubb-Taschenbuch #22, 1985, Übersetzer: Heinz Nagel, ISBN 3-8118-5715-0
- Star Ship, Nova Publications Ltd. 1955 (auch als The Space-Born, 1956)
  - Unter den Sternen, Hönne / Gebrüder Zimmermann, Hönne Utopia-Spitzenklasse 1958, Übersetzer: Botho-Rainer Doddenhof. Auch als: Kinder des Weltalls. Moewig, Terra Sonderband #9, 1958. Auch als: Die Sterngeborenen. Atlantis, 2011, Übersetzer: Dirk van den Boom, ISBN 978-3-86402-007-0
- Dead Weight, Hamilton & Co. 1957 (auch als Death Wears a White Face, 1979)
  - Die Ausgestoßenen, Moewig Terra #61 1959 (als Douglas West). Auch als: Fluch der Unsterblichkeit. Moewig, E. C. Tubb-Taschenbuch #14, 1984, ISBN 3-8118-5707-X
- Pandora’s Box, Gryphon Books 1996, ISBN 0-936071-55-9
  - Saat der Vernichtung, Moewig, Terra #106 1960, Übersetzer: Hans-Ulrich Nichau. Auch als: Moewig, E. C. Tubb-Taschenbuch #8, 1984, ISBN 3-8118-5701-0
- Window on the Moon, Nova Publications Ltd. 1963 (auch als Moon Base, 1964)
  - Die Mond-Station, Moewig, Terra #477 1966
- The Life Buyer, Roberts & Vinter Ltd. 1965
- Death Is a Dream, Hart-Davis 1967, OCLC 4539776
  - Käfig der Zeit, Goldmanns Weltraum Taschenbücher #091 1968, Übersetzer: Hans-Ulrich Nichau
- C.O.D. Mars, Ace Books 1968, OCLC 6851346 (auch als Fear of Strangers, 2007)
- Escape Into Space, Sidgwick & Jackson 1969, ISBN 0-283-98064-8
  - Rückkehr zur Erde, Goldmanns Weltraum Taschenbücher #113 1970, Übersetzer: Wulf H. Bergner
- S.T.A.R. Flight, Paperback Library 1969, OCLC 1298656
  - Kampf zwischen den Welten, Moewig, Terra Nova #128 1970, Übersetzer: H. P. Lehnert
- Century of the Manikin, DAW Books / New American Library of Canada 1972, OCLC 908445
  - Im Jahr der Androiden, Pabel-Moewig, Terra Astra #133 1974, Übersetzer: H. P. Lehnert
- The Primitive, Orbit 1977, ISBN 0-86007-974-0
  - Der Primitive, Moewig, E. C. Tubb-Taschenbuch #24 1985, Übersetzerin: Lore Straßl, ISBN 3-8118-5717-7
- Stellar Assignment, Robert Hale 1979, ISBN 0-7091-7352-0
  - Die interstellare Mission, Moewig, E. C. Tubb-Taschenbuch #10 1984, Übersetzerin: Lore Straßl, ISBN 3-8118-5703-7
- The Luck Machine, Dennis Dobson 1980, ISBN 0-234-72170-7
  - Die Glücksmaschine, Moewig, E. C. Tubb-Taschenbuch #18 1985, Übersetzerin: Lore Straßl, ISBN 3-8118-5711-8
- Pawn of the Omphalos, Fawcett Gold Medal 1980, ISBN 0-449-14377-5
  - Im Bann des Omphalos, Pabel, Terra Taschenbuch #344 1981, Übersetzerin: Lore Straßl
- Stardeath, Del Rey / Ballantine 1983, ISBN 0-345-30837-9
  - Kontinuum des Todes, Moewig, Terra Taschenbuch #351 1982, Übersetzer: H. P. Lehnert
- Footsteps of Angels, Gryphon Books 2004, ISBN 1-58250-066-5
- Starslave, Linford / Ulverscroft 2010, ISBN 978-1-4448-0459-1
- To Dream Again, Linford / Ulverscroft 2011, ISBN 978-1-4448-0774-5
- Fires of Satan, Gateway / Orion 2012, ISBN 978-0-575-12197-3
- Child of Space, Venture Press 2016, ISBN 978-1-5232-5252-7
- Destroyer of Worlds, Venture Press 2016, ISBN 978-1-5239-6706-3

### Weitere Romane in anderen Genres

#### Atilus
- 1 Atilus the Slave, Futura 1975, ISBN 0-86007-194-4 (als Edward Thomson)
- 2 Atilus the Gladiator, Futura 1975, ISBN 0-86007-229-0 (als Edward Thomson)
- 3 Atilus the Lanista, Borgo Press / Wildside Press 2013, ISBN 978-1-4794-0080-5
- Gladiator, Futura 1978, ISBN 0-7088-1420-4 (als Edward Thomson)

#### Weitere Romane
- The Fighting Fury (1955, als Paul Schofield)
- Assignment New York (1955, als Mike Lantry)
- Comanche Capture (1955, als E.F. Jackson)
- Sands of Destiny (1955, als Jud Cary)
- Men of the Long Rifle (1955, als J.F. Clarkson)
- Scourge of the South (1956, als M.L. Powers)
- Vengeance Trail (1956, als James S. Farrow)
- Quest for Quantrell (1956, als John Stevens)
- Trail Blazers (1956, als Chuck Adams)
- Drums of the Prairie (1956, als P. Lawrence)
- Men of the West (1956, als Chet Lawson)
- Wagon Trail (1957, als Charles S. Graham)
- Colt Vengeance (1957, als James R. Fenner)
- Target Death (1961)
- Lucky Strike (1961)
- Calculated Risk (1961)
- Too Tough to Handle (1962)
- The Dead Keep Faith (1962)
- The Spark of Anger (1962)
- Full Impact (1962)
- I Vow Vengeance (1962)
- Gunflash (1962)
- Hit Back (1962)
- One Must Die (1962)
- Suicide Squad (1962)
- Airbourne Commando (1963)
- No Higher Stakes (1963)
- Penalty of Fear (1963)

### Kurzgeschichten
Wird bei Kurzgeschichten als Quelle nur Titel und Jahr angegeben, so findet sich die vollständige Angabe bei der entsprechenden Sammelausgabe.
- The Last Word (1950)
- Entrance Exam (1951)
- Greek Gift (1951)
- Grounded (1951)
- No Short Cuts (1951)
- Afternoon (1951)
- Precedent (1952, als Charles Gray)
- Without Bugles (1952)
- Third Party (1952)
- Home is the Hero (1952)
- Men Only (1952)
- There’s No Tomorrow (1952, als Charles Grey)
- Unwanted Heritage (1952, auch als Charles Gray)
  - Deutsch: Soldaten. In: Walter Ernsting (Hrsg.): Utopia Science Fiction Magazin, #8. Pabel, Rastatt 1957.
- Helping Hand (1952, als Charles Grey)
- Confessional (1953)
- Dark Solution (1953)
- Freight (1953)
- Heroes Don’t Cry (1953, als Gordon Kent)
- Honour Bright (1953, als Charles Grey)
- Lone Wolf (1953, als Eric Storm)
- The Pilot (1953)
- Alien Dust (1953)
- Rockets Aren’t Human (1953)
- Pistol Point (1953)
- The Troublemaker (1953)
- Conversation Piece (1953)
- Subtle Victory (1953)
- Tea Party (1953)
- Forbidden Fruit (1954)
- Menace From the Past (1954, als Carl Maddox)
- Museum Piece (1954, als Charles Grey)
- The Inevitable Conflict (1954)
- The Living World (1954, als Carl Maddox)
- Visiting Celebrity (1954, als Charles Grey)
- Emancipation (1954)
- Sword of Tormain (1954, auch als Eric Storm)
  - Deutsch: Das Schwert von Tormain. In: Walter Ernsting (Hrsg.): Utopia Science Fiction Magazin, #3. Pabel, Rastatt 1956.
- Unfortunate Purchase (1954)
- Episode (1954)
- Death Deferred (1954)
- Homecoming (1954)
- Tomorrow (1954)
- Occupational Hazard (1954)
- Project One (1954)
- Bitter Sweet (1954)
- Emergency Exit (1954, als George Holt)
- Logic (1954)
- Closing Time (1954)
- Hidden Treasure of Kalin (1954)
- Into Thy Hands (1954)
- Operation Mars (1954)
- Skin Deep (1954, als George Holt)
- Star Haven (1954)
- The Enemy Within Us (1954)
- The Robbers (1954)
- Blow the Man Down (1955, als Julian Carey)
- Death-Wish (1955, als Eric Wilding)
- Lover, Where Art Thou? (1955, als Alice Beecham)
- Prime Essential (1955, als Frank Weight)
- Repair Job (1955, als Julian Carey)
- Unwanted Eden (1955, als Eric Wilding)
- Nonentity (1955)
- School for Beginners (1955)
- The Last Day of Summer (1955)
  - Deutsch: Der letzte Sommertag. In: Projekt Ming-Vase, 1968.
- Murder Most Innocent (1955)
- Oversight (1955, als George Holt)
- The Veterans (1955, als Norman Dale)
- Brutus (1955, als George Holt)
- Forgetfulness (1955, als Philip Martyn)
- No Place for Tears (1955, als R. H. Godfrey)
- Poor Henry (1955)
- Samson (1955, auch als Alan Guthrie)
- Agent (1955)
- Ethical Assassin (1955)
- No Space for Me (1955, als Alan Guthrie)
- Perac (1955)
- Decision (1955)
- Kalgan the Golden (1955, als George Holt)
- See No Evil… (1955)
- Dear Ghost (1955, als Alan Guthrie)
- One Every Minute (1955)
- Planetbound (1955)
- The Dogs of Hannoie (1955, als Douglas West)
- The Predators (1955)
- Little Girl Lost (1955)
  - Deutsch: Das tote Mädchen. In: Eine Handvoll Sternenstaub, 1973.
- That Zamboni (1955)
- Lost Property (1955, als George Holt)
- Quis Custodiet… (1955)
- The Shell Game (1955)
- The Wager (1955)
- Lawyer at Large (1955)
- Venus for Never (1955)
- A Woman’s Work (1956)
- Breathing Space (1956, als Alan Guthrie)
- Cure for Dreamers (1956, als Julian Cary)
- Emergency Call (1956, als Alan Guthrie)
- Legal Eagle (1956, als Douglas West)
- Like a Diamond (1956, als Alice Beecham)
- Number Thirteen (1956, auch als Douglas West, auch als Spaceship 13, 2016)
- Point of View (1956, als Douglas West)
- Reward for a Hero (1956, als Douglas West)
- Tailor Made (1956, als Anthony Blake)
- The Answer (1956, als George Holt)
- The Big Secret (1956, als Ken Wainwright)
- The Give-Away Worlds (1956, als Julian Cary)
- The Letter (1956, als Alice Beecham)
- The Long Journey (1956, als Alan Innes)
- The Spice of Danger (1956, als Alan Innes)
- When He Died (1956, als Anthony Blake)
- Investment (1956)
- Mistake on Mars (1956)
- The Pensioners (1956, als Alan Guthrie)
- Asteroids (1956)
- Sleeve of Care (1956, als Ken Wainwright)
- Dying to Live (1956)
- The Dilettantes (1956, als Alan Innes)
- Time to Kill (1956)
- Into the Empty Dark (1956)
- Wishful Thinking (1956)
- Enemy of the State (1956, als Ken Wainwright)
- Reluctant Farmer (1956)
- Vigil (1956)
  - Deutsch: Die Augen des Vaters. Übersetzt von Walter Ernstingü. In: Walter Ernsting (Hrsg.): Galaxy 7 Heyne (Heyne SF&F #3085), München 1966, DNB 456694544.  Auch: Nachtwache. In: Projekt Ming-Vase, 1968.
- You Go (1956)
- Combination Calamitous (1957, als Julian Cary)
- Food for Friendship (1957)
- Grzdle (1957, als Ken Wainwright)
- Snake Vengeance (1957, als Andrew Sutton)
- The Ancient Alchemist (1957, als John Mason)
- The Artist’s Model (1957, als Robert D. Ennis)
- The Devil’s Dictionary (1957, als Edward Richards)
- The Dolmen (1957, als Raymond L. Burton)
- The Honest Philosopher (1957, als Nigel Lloyd)
- The Witch of Peronia (1957, als L. C. Powers)
- There’s Only One Winner (1957, auch als Nigel Lloyd, auch als Only One Winner)
- Thirty-Seven Times (1957, als Alan Guthrie)
- We, the Brave (1957, als Alan Innes)
- A Fine Day for Dying (1957)
- The Greater Ideal (1957, als Alan Guthrie)
- Man of Imagination (1957)
- Eyes of Silence (1957)
  - Deutsch: Unsichtbare Augen. Übersetzt von Ute Seelen. In: Walter Spiegl (Hrsg.): Science-Fiction-Stories 11. Ullstein 2000 #18 (2873), Berlin u. a. 1972, ISBN 3-548-02873-X. Auch: Die Augen der Stille. In: Eine Handvoll Sternenstaub, 1973.
- The Bells of Acheron (1957)
  - Deutsch: Die Glocken von Acheron. In: Eine Handvoll Sternenstaub, 1973.
- Ad Infinitum (1957)
- Murder in Reverse (1957, als Stuart Allen)
- Sentimental Journey (1957)
- Linda (1957, als James Evans)
- Knife (1958)
- Training Aid (1958)
- Requiem for a Harvey (1958)
- Forgivable Error (1958, als Stuart Allen)
- The Touch of Reality (1958)
- Return Visit (1958)
  - Deutsch: Der Gegenbesuch. In: Eine Handvoll Sternenstaub, 1973.
- The Wanton Jade (1958)
- Fresh Guy (1958)
  - Deutsch: Der Parvenü. Übersetzt von Peter Hörr. In: Edward Reavis (Hrsg.): Frankenstein wie er mordet und lacht. Bärmeier & Nikel, Frankfurt am Main 1968. Auch: Ein frecher Bursche. Übersetzt von Hans-Ulrich Nichau. In: Projekt Ming-Vase, 1968. Auch: Der Neue. Übersetzt von Margaret Meixner. In: John Carnell (Hrsg.): Panoptikum des Schreckens. Pabel (Vampir Taschenbuch #6), Rastatt 1974.
- The Beatific Smile (1958)
  - Deutsch: Die Schiffbrüchigen. In: Bewährung im All und andere Stories, 1966.
- Sense of Proportion (1958)
  - Deutsch: Das richtige Verhältnis. In: Projekt Ming-Vase, 1968.
- Conflagration (1958, als Stuart Allen)
- Talk Not at All (1958)
- The Captain’s Dog (1958)
- Sell Me a Dream (1958, als Stuart Allen)
- Wallpaper War (1958)
- Beware! (1958)
- Somebody Wants You (1959)
- Galactic Destiny (1959)
- Last of the Morticians (1959)
  - Deutsch: Die letzten Leichenbestatter. In: Projekt Ming-Vase, 1968.
- Good-By, Gloria (1959, als Ted Bain)
- Orange (1959)
- The Window (1959)
- Enchanter’s Encounter (1959)
  - Deutsch: Ein Zauberer kommt selten allein!!! In: Eine Handvoll Sternenstaub, 1973.
- Tell the Truth (1959)
  - Deutsch: Vertreter der Erde. In: Bewährung im All und andere Stories, 1966. Auch: Sag die Wahrheit. In: Projekt Ming-Vase, 1968.
- Survival Demands! (1960)
  - Deutsch: Überlebenskampf. In: Eine Handvoll Sternenstaub, 1973.
- The Shrine (1960, auch als Alan Guthrie)
  - Deutsch: Der Schrein. In: Eine Handvoll Sternenstaub, 1973.
- Man of War (1960)
  - Deutsch: Bewährung im All. In: Bewährung im All und andere Stories, 1966.
- Too Bad! (1960)
- Grit (1960)
- Iron Head (1960)
- Memories Are Important (1960)
  - Deutsch: Die gelöschte Erinnerung. In: Bewährung im All und andere Stories, 1966.
- Greater Than Infinity (1960)
  - Deutsch: Größer als die Unendlichkeit. In: Projekt Ming-Vase, 1968.
- The Piebald Horse (1960)
  - Deutsch: Denken verboten! In: Bewährung im All und andere Stories, 1966. Auch: Ein scheckiges Pferd. In: Projekt Ming-Vase, 1968.
- Umbrella in the Sky (1961)
- Gigolo (1961)
- Jackpot (1961)
- Worm in the Woodwork (1962)
  - Deutsch: Der Logiker. Übersetzt von Horst Mayer In: Utopia Zukunftsroman #523. Pabel, Rastatt 1967, DNB 458496200. Auch: Der Holzwurm. In: Projekt Ming-Vase 1968.
- The Ming Vase (1963)
  - Deutsch: Projekt Ming-Vase. In: Projekt Ming-Vase, 1968.
- An Era Ends (1964)
- New Experience (1964)
- The Seekers (1965)
- An Answer for Augustus (1965)
- Boomerang (1965)
- State of Mind (1965)
  - Deutsch: Geistesgestört. Übersetzt von Ingrid Neumann. In: Helmuth W. Mommers & Arnulf D. Krauß (Hrsg.): 22 Horror Stories. Heyne (Heyne-Anthologien, Bd. 26), München 1967, DNB 457030984.
- As Others See Us (1965)
- J Is for Jeanne (1965)
- “In Vino Veritas” (1966)
- Anne (1966)
  - Deutsch: Anne. In: Eine Handvoll Sternenstaub, 1973.
- Sing Me No Sorrows (1966)
- Secret Weapon (1966)
- Natural Selection (1966)
- Lucifer! (1969)
- Quarry (1969)
- Trojan Horse (1970)
- Full-Five (1970)
- A Matter of Survival (1970)
- Spawn of Jupiter (1970)
- The Winner (1971)
  - Deutsch: Der letzte Hexensabbat. In: David Sutton (Hrsg.): Solo für einen Kannibalen. Pabel (Vampir Taschenbuch #40), Rastatt 1976.
- Accolade (1973, als Charles Grey)
- Death God’s Doom (1973)
- Evane (1973)
- Lazarus (1973)
- Made to Be Broken (1973)
- Mistaken Identity (1973)
- Sword in the Snow (1973)
- Menace Beneath the Marsh (1975, als Eric Storm)
- To Become a Wizard (1975, als Eric Storm)
- Face to Infinity (1976)
- Random Sample (1976)
- The Finding of the Sword (1976, als Eric Storm)
- The Hocket (1976, als Eric Storm)
- The Phoenix Time (1976, als Eric Storm)
- Block-Buster (1976)
- Read Me This Riddle (1977)
- Blood in the Mist (1979)
- The Knife (1979)
- Prelude to a Work in Progress (1986)
- As It Really Was (1988)
- The Very Small Knife (1988)
- Illusion (1991)
- Way Out (1991)
- Sword of Freedom (1996)
- Temple of Death (1996)
- Time and Again (1997)
- Gift Wrapped (1998)
- Mirror of the Night (1998)
- Fallen Angel (1999)
- The Wonderful Day (2012)

Kurzgeschichtensammlungen
- Ten from Tomorrow (1966)
  - Projekt Ming-Vase.  Übersetzt von Hans-Ulrich Nichau. Goldmann (Weltraum TB #093), München 1968, DNB 458447412. Auch: Moewig (E. C. Tubb-Taschenbuch #6), München 1984.
- A Scatter of Stardust (1972)
  - Deutsch: Eine Handvoll Sternenstaub. Übersetzt von Lore Straßl. Pabel-Moewig (Terra Astra #99), Rastatt 1973.
- Kalgan the Golden (1996)
- Murder in Space (1997)
- Mirror of the Night (2003, auch als The Mirror of the Night and Other Weird Tales, 2011)
- The Best Science Fiction of E. C. Tubb (2003)
- The Wager: Science Fiction Mystery Tales (2011)
- The Ming Vase and Other Science Fiction Stories (2011)
- Enemy of the State: Fantastic Mystery Stories (2011)
- Tomorrow: Science Fiction Mystery Tales (2011)
- The Wonderful Day (2012)
- Only One Winner: Science Fiction Mystery Tales (2013)
- The Devil’s Dictionary: Weird Fantasy Tales (2016)
- Twelve from Tomorrow (2016)
- Spaceship 13 (2016)
- Project One (2017)

Deutsche Zusammenstellung:
- Bewährung im All und andere Stories. Moewig (Terra #464), München 1966, DNB 458318140.